# Пелагија Белоусова
Пелагија Денисова Белоусова (рус. Пелагея Денисовна Белоусова; Омск 1. мај 1904 — Москва, 12. март 1967) била је прва супруга Јосипа Броза Тита.

## Биографија
Рођена је 1. маја 1904. године на свом родитељском имању у селу Михајловка, код Омска..
Јосипа Броза је упознала као ратног заробљеника када га је спасила од Колчакових контрареволуционара. Склопили су црквени, а затим и грађански брак јуна 1919. године. Грађански брак су званично завели 7. септембра 1920. године у извршном комитету Омског округа у Богољупском дистрикту. Тито је био уписан као Јосиф Брозович, и Пелагија је преузела његово уписано презиме и постала Брозович. Њу је он називао Полина или Полка. Прво дете им је умрло, а касније Пелагија рађа још троје деце. Златица и Хинко су умрли као деца, а Жарко је рођен 2. фебруара 1924. године.
У Краљевину Срба, Хрвата и Словенаца су дошли 1920. године. Она се бавила домаћинством и децом, а једно време је радила у фабрици намештаја. Радила је и у синдикату и партији. Постала је члан Комунистичке партије Југославије (КПЈ) 1926. године, а од 1927. је била у женској секцији Централног комитета КПЈ. Помагала је револуционарима у затвору, организовала бекства револуционара из затвора, радила у илегалној штампарији, ширила партијску литературу. Учествовала је у демонстрацијама и више пута била хапшена. После Титовог хапшења 1928. године заједно са сином Жарком одлази у Совјетски Савез, где је радила у Коминтерни.
Разлог разлаза Тита и Пелагије није довољно разјашњен. Изгледа да је узрок разлаза чињеница да Пелагија 1935. године, када је Тито дошао у Москву, није ни знала где се Жарко налази (имао је тада 11 година). У то време деца функционера Коминтерне била су смештена у Иванову у пансиону за децу. Жарко се повезао са лошим друштвом и повремено нестајао. Тито је желео да види дете, а мајка није знала где је.
Тито и Пелагија су се званично развели априла 1936. године. Мало се зна о Пелагијином животу после разлаза са Титом. Имала је још један брак са руским фотографом Петром Рогуљевим и ћерку Нину, која је постала инжењер. Њен други муж нестао је у Стаљиновим чисткама, а она је 1938. године ухапшена и две године провела у затвору. Поново је ухапшена 1948. године, после Титовог сукоба са Стаљином, и на монтираном процесу осуђена на десет година затвора. Године 1957. пуштена је из затвора и рехабилитована.
Умрла је 12. марта 1967. године у Москви, од последица инфаркта и сахрањена је на гробљу московског крематоријума. Постоји прича да је Добривоје Видић, тадашњи амбасадор СФРЈ у СССР-у, по Титовом захтеву положио венац на њен гроб.